# OpenHPI
OpenHPI es una plataforma para cursos en línea masivos abiertos (COMA), llamados MOOC en lengua inglesa, en el campo de la informática y la tecnología de la información. Está alojado en el instituto de Hasso Plattner (HPI) en Potsdam, Alemania.  OpenHPI está abierto para todos, la participación es gratuita. Todo el mundo puede registrarse y matricularse para cursos sin requisitos previos. Los cursos de openHPI se derivan de los programas de licenciatura y maestría de HPI en Ingeniería de Sistemas de TI y cubren tanto las bases de la tecnología de la información como las innovaciones de alta actualidad.

## Características
Los idiomas del curso son el inglés y el alemán. Todos los cursos siguen el mismo escenario educativo: la temporalización para tratar un tema específico se divide en seis unidades semanales. Cada semana se presentan en una secuencia de aprendizaje: video conferencias, materiales de lectura, y cuestionarios. Los foros de discusión se establecen para cada semana, y son moderados activamente por el equipo docente. El progreso en el aprendizaje se evalúa a través de auto-pruebas que se pueden realizar un número indefinido de veces, y la tarea, donde se otorgan la calificación necesaria para obtener el certificado. Después de finalizar un curso, los materiales permanecen disponibles en modo archivo.
La plataforma fue pionera en el formato MOOC en Alemania y comenzó en septiembre de 2012. Hasta ahora se han ofrecido los siguientes cursos.
- "Gestión de datos de memoria" (Inglés) enseñado por Hasso Plattner (> 13.000 participantes inscritos, 2137 certificados otorgados).
- "Trabajo en Internet con TCP / IP" (Alemán) impartido por Christoph Meinel (> 9.800 participantes inscritos, 1635 certificados otorgados).
- "Tecnologías de la Web Semántica" (Inglés) impartido por Harald Sack (> 6.000 participantes inscritos, 778 certificados otorgados).
- "Gestión de Datos con SQL" (Alemán) impartido por Felix Naumann (> 7.400 participantes inscritos, 1.641 certificados otorgados).
- "Gestión de datos de memoria" (Inglés) enseñado por Hasso Plattner (> 16.000 participantes inscritos, 2.400 certificados otorgados).
- "Modelado y análisis de procesos de negocio" (Inglés) impartido por Mathias Weske.

Los próximos cursos tratan de Conceptos en Computación Paralela, Redes a través del Protocolo de Internet TCP / IP y Tecnologías Web Semánticas.